# Площа Перемоги (Чернігів)
Площа Перемоги — площа в Новозаводському районі Чернігова на перетині проспекту Перемоги та вулиці Івана Мазепи.

## Історія
Площа утворена після Другої Світової війни і названа сучасною назвою на честь перемоги червоної армії над нацистською Німеччиною у Німецько-Радянський війні 1941 — 1945 років. 1968 року в центрі площі на честь 25-ї річниці визволення міста встановлено Пам'ятний знак на честь радянських воїнів-визволителів.

## Опис
Рух не врегульований світлофорами. На площі розбитий сквер — охоронна зона пам'ятника історії місцевого значення Пам'ятний знак на честь воїнів-визволителів, який є танком на постаменті.
Ділянки проспекту Перемоги та вулиці Івана Мазепи, що примикають до площі, зайняті багатоповерховою житловою забудовою (переважно 5-поверховими житловими будинками, 8-поверховим та 15-поверховим житловими будинками).
Транспорт:
- тролейбусні маршрути № 1, 3, 4, 5, 7 дві зупинки Площа Перемоги на проспекті Перемоги та вулиці Івана Мазепи.